# Amad Media
Amad Media est un site d'information palestinien généralement associé à l'opposition au président de l'Autorité palestinienne Mahmoud Abbas, en particulier à Mohammed Dahlan. L'activiste et homme politique palestinien Hassan Asfour dirige et édite le site depuis Le Caire, en Égypte.
En 2017, l'Autorité palestinienne bloque l'accès à Amad News et à 10 autres sites d'information palestiniens en Cisjordanie.